# ひこしま (掃海艇)
ひこしま（ローマ字：JDS Hikoshima, MSC-669）は、海上自衛隊の掃海艇。はつしま型掃海艇の21番艇。艇名は彦島に由来する。

## 艦歴
「ひこしま」は、昭和61年度計画掃海艇369号艇として、日本鋼管鶴見造船所で1987年5月12日に起工され、1988年6月2日に進水、1988年12月15日に就役し、第1掃海隊群第14掃海隊に編入され呉に配備された。
1991年4月26日から自衛隊初の海外派遣となった湾岸戦争後のペルシャ湾掃海任務（湾岸の夜明け作戦）に派遣され、10月30日に帰国した。
1998年3月23日、佐世保地方隊沖縄基地隊第46掃海隊に編入。
2006年2月8日、呉地方隊阪神基地隊第42掃海隊に編入。
2008年3月11日、除籍。

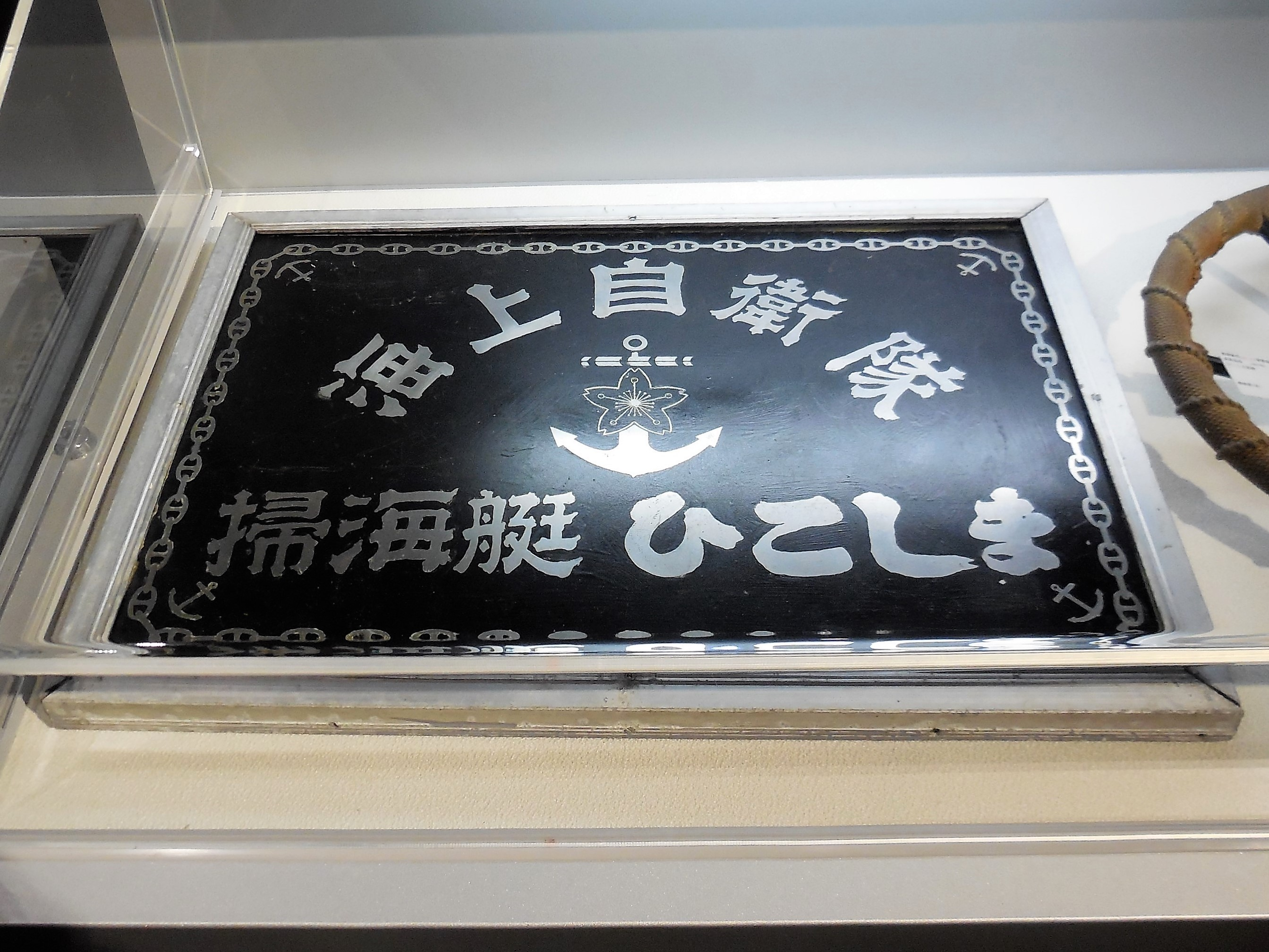
銘板
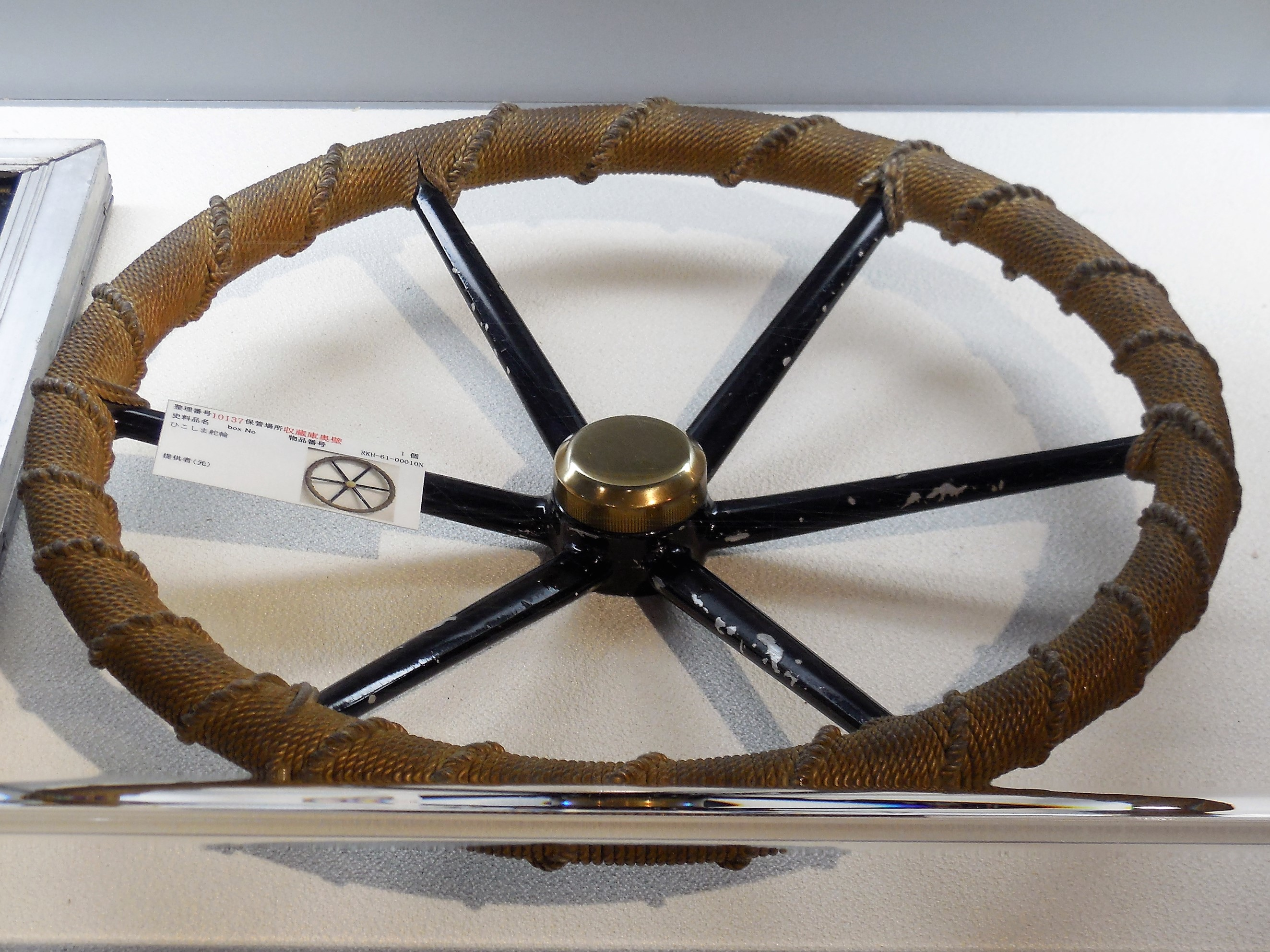
舵輪
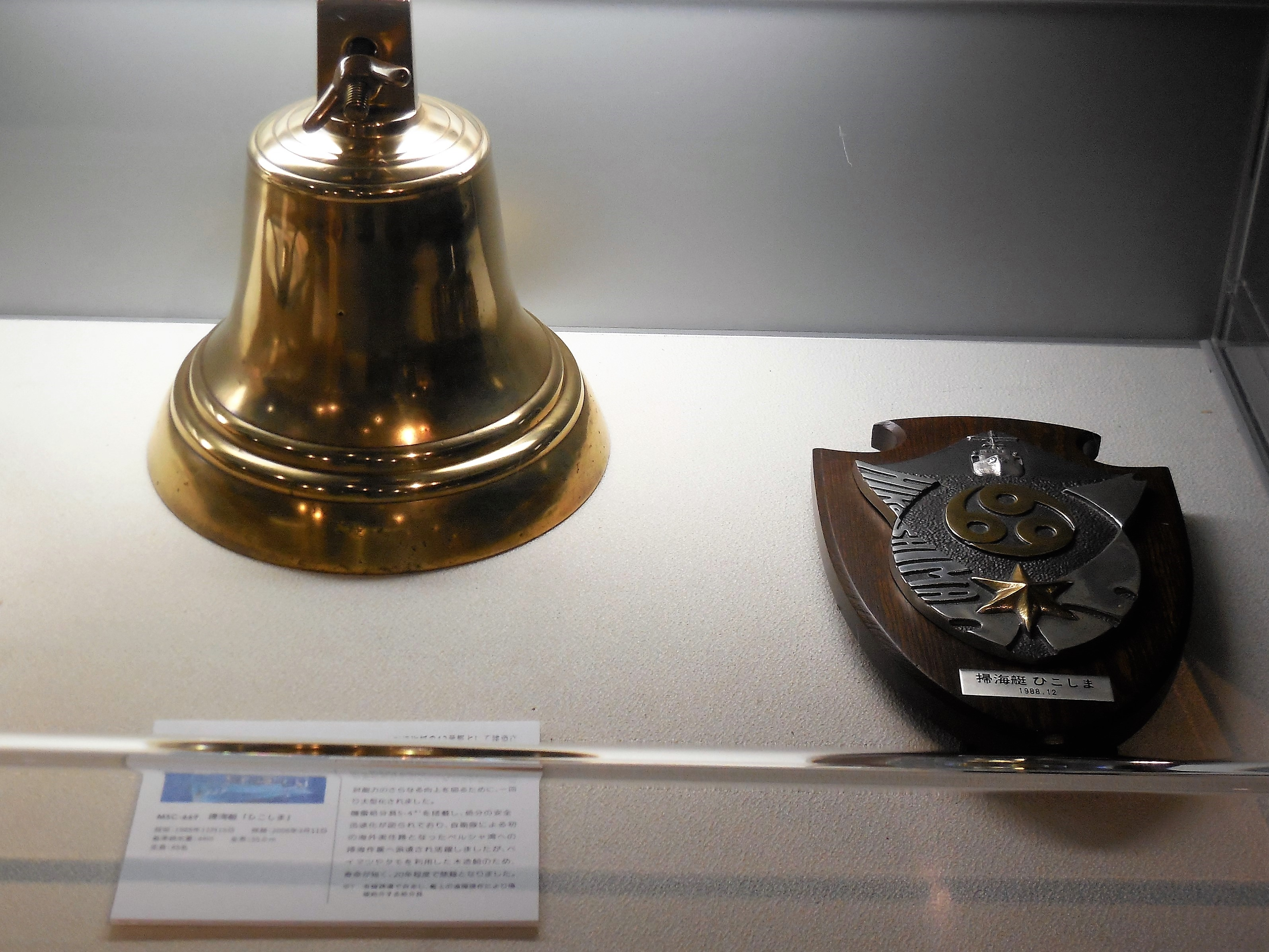
号鐘と記念盾